# 44-й отдельный гвардейский миномётный дивизион реактивной артиллерии
44-й отдельный гвардейский миномётный Краснознамённый дивизион  — воинская часть КА во время Великой Отечественной войны.

## История
Дивизион формировался в Алабино с июля 1941 года как 1-й миномётный дивизион 5-го гвардейского миномётного полка. По существующей тогда практике, ввиду нехватки реактивных миномётов, дивизионы часто использовались как отдельные, и этот также не стал исключением, будучи направленным отдельно от полка сначала на Северо-Западный фронт, затем Волховский фронт, где 28 декабря 1941 года стал отдельным, получив номер «44».
В составе действующей армии как 44-й отдельный гвардейский миномётный дивизион с 28 декабря 1941 года по 3 августа 1944 года.
В январе — марте 1942 года принимал участие в Любанской операции, поддерживая огнём наступление 52-й армии и 2-й ударной армии
17 марта 1942 года 44-й дивизион и 9-й дивизионы вошли в состав 21-го гвардейского миномётного полка и весь дальнейший боевой путь дивизион прошёл в его составе.
3 августа 1944 года переименован в 3-й миномётный дивизион 21-го гвардейского миномётного полка, таким образом прекратив своё существование как отдельная воинская часть.

## Командиры
- капитан Кондратенко Семён Тимофеевич (до 1941, затем ком-р 21 ГМП),
- капитан Гольдин Зейлик Овсеевич (до 6.1942, затем НШ 69 ГМП),
- капитан / майор Червяцов Николай Иванович (с 9.1942, в 1944 — НШ АОГ ГМЧ 4 УкрФ),
- капитан Ершов Михаил Васильевич (1944, в 1943 — нш 6 огминдн, в 10.1945 — НШ 21 ГМП),
- майор Данилов Николай Петрович (убит в 4.1944).
- начальники штаба дивизиона 44 огминдн / 3-го д-на: капитан Дерюгин Николай Васильевич (с 11.1942, в 1945 — слушатель Академии), капитан Воробьёв Владимир Ефимович (1945);
- замполит — майор Терещенко Николай Иванович (с 1944);
- ком-р бат. — ст. л-т Шашкин Василий Гаврилович (1942);

## Вхождение в состав
| Подчинение 44-го отдельного гвардейского миномётного Краснознамённого дивизиона | Подчинение 44-го отдельного гвардейского миномётного Краснознамённого дивизиона | Подчинение 44-го отдельного гвардейского миномётного Краснознамённого дивизиона | Подчинение 44-го отдельного гвардейского миномётного Краснознамённого дивизиона | Подчинение 44-го отдельного гвардейского миномётного Краснознамённого дивизиона |                                                        |            |
| Дата                                                                            | Фронт (округ)                                                                   | Армия                                                                           | Дивизия                                                                         | Корпус                                                                          | Полк                                                   | Примечания |
| ------------------------------------------------------------------------------- | ------------------------------------------------------------------------------- | ------------------------------------------------------------------------------- | ------------------------------------------------------------------------------- | ------------------------------------------------------------------------------- | ------------------------------------------------------ | ---------- |
| 01.12.1941 года                                                                 | Северо-Западный фронт                                                           | -                                                                               | -                                                                               | -                                                                               | -                                                      | -          |
| 01.01.1942 года                                                                 | Волховский фронт                                                                | 52-я армия                                                                      | -                                                                               | -                                                                               | -                                                      | -          |
| 01.02.1942 года                                                                 | Волховский фронт                                                                | 2-я ударная армия                                                               | -                                                                               | -                                                                               | -                                                      | -          |
| 01.03.1942 года                                                                 | Волховский фронт                                                                | 52-я армия                                                                      | -                                                                               | -                                                                               | -                                                      | -          |
| 01.04.1942 года                                                                 | Волховский фронт                                                                | 4-я армия                                                                       | -                                                                               | -                                                                               | 21-й гвардейский миномётный полк реактивной артиллерии | -          |
| 01.05.1942 года                                                                 | Ленинградский фронт (Группа войск Волховского направления)                      | 4-я армия                                                                       | -                                                                               | -                                                                               | 21-й гвардейский миномётный полк реактивной артиллерии | -          |
| 01.06.1942 года                                                                 | Ленинградский фронт (Волховская группа войск)                                   | 4-я армия                                                                       | -                                                                               | -                                                                               | 21-й гвардейский миномётный полк реактивной артиллерии | -          |
| 01.07.1942 года                                                                 | Волховский фронт                                                                | 4-я армия                                                                       | -                                                                               | -                                                                               | 21-й гвардейский миномётный полк реактивной артиллерии | -          |
| 01.08.1942 года                                                                 | Волховский фронт                                                                | 4-я армия                                                                       | -                                                                               | -                                                                               | 21-й гвардейский миномётный полк реактивной артиллерии | -          |
| 01.09.1942 года                                                                 | Сталинградский фронт                                                            | 21-я армия                                                                      | -                                                                               | -                                                                               | 21-й гвардейский миномётный полк реактивной артиллерии | -          |
| 01.10.1942 года                                                                 | Донской фронт                                                                   | 24-я армия                                                                      | -                                                                               | -                                                                               | 21-й гвардейский миномётный полк реактивной артиллерии | -          |
| 01.11.1942 года                                                                 | Юго-Западный фронт                                                              | 21-я армия                                                                      | -                                                                               | -                                                                               | 21-й гвардейский миномётный полк реактивной артиллерии | -          |
| 01.12.1942 года                                                                 | Юго-Западный фронт                                                              | 5-я танковая армия                                                              | -                                                                               | -                                                                               | 21-й гвардейский миномётный полк реактивной артиллерии | -          |
| 01.01.1943 года                                                                 | Юго-Западный фронт                                                              | 5-я ударная армия                                                               | -                                                                               | -                                                                               | 21-й гвардейский миномётный полк реактивной артиллерии | -          |
| 01.02.1943 года                                                                 | Южный фронт                                                                     | 5-я ударная армия                                                               | -                                                                               | -                                                                               | 21-й гвардейский миномётный полк реактивной артиллерии | -          |
| 01.03.1943 года                                                                 | Южный фронт                                                                     | 5-я ударная армия                                                               | -                                                                               | -                                                                               | 21-й гвардейский миномётный полк реактивной артиллерии | -          |
| 01.04.1943 года                                                                 | Южный фронт                                                                     | -                                                                               | -                                                                               | -                                                                               | 21-й гвардейский миномётный полк реактивной артиллерии | -          |
| 01.05.1943 года                                                                 | Южный фронт                                                                     | -                                                                               | -                                                                               | -                                                                               | 21-й гвардейский миномётный полк реактивной артиллерии | -          |
| 01.06.1943 года                                                                 | Южный фронт                                                                     | -                                                                               | -                                                                               | -                                                                               | 21-й гвардейский миномётный полк реактивной артиллерии | -          |
| 01.07.1943 года                                                                 | Южный фронт                                                                     | -                                                                               | -                                                                               | -                                                                               | 21-й гвардейский миномётный полк реактивной артиллерии | -          |
| 01.08.1943 года                                                                 | Южный фронт                                                                     | -                                                                               | -                                                                               | -                                                                               | 21-й гвардейский миномётный полк реактивной артиллерии | -          |
| 01.09.1943 года                                                                 | Южный фронт                                                                     | -                                                                               | -                                                                               | -                                                                               | 21-й гвардейский миномётный полк реактивной артиллерии | -          |
| 01.10.1943 года                                                                 | Южный фронт                                                                     | -                                                                               | -                                                                               | -                                                                               | 21-й гвардейский миномётный полк реактивной артиллерии | -          |
| 01.11.1943 года                                                                 | 4-й Украинский фронт                                                            | -                                                                               | -                                                                               | -                                                                               | 21-й гвардейский миномётный полк реактивной артиллерии | -          |
| 01.12.1943 года                                                                 | 4-й Украинский фронт                                                            | -                                                                               | -                                                                               | -                                                                               | 21-й гвардейский миномётный полк реактивной артиллерии | -          |
| 01.01.1944 года                                                                 | 4-й Украинский фронт                                                            | 3-я гвардейская армия                                                           | -                                                                               | -                                                                               | 21-й гвардейский миномётный полк реактивной артиллерии | -          |
| 01.02.1944 года                                                                 | 4-й Украинский фронт                                                            | -                                                                               | -                                                                               | -                                                                               | 21-й гвардейский миномётный полк реактивной артиллерии | -          |
| 01.03.1944 года                                                                 | 4-й Украинский фронт                                                            | -                                                                               | -                                                                               | -                                                                               | 21-й гвардейский миномётный полк реактивной артиллерии | -          |
| 01.04.1944 года                                                                 | 4-й Украинский фронт                                                            | -                                                                               | -                                                                               | -                                                                               | 21-й гвардейский миномётный полк реактивной артиллерии | -          |
| 01.05.1944 года                                                                 | 4-й Украинский фронт                                                            | -                                                                               | -                                                                               | -                                                                               | 21-й гвардейский миномётный полк реактивной артиллерии | -          |
| 01.06.1944 года                                                                 | 1-й Украинский фронт                                                            | -                                                                               | -                                                                               | -                                                                               | 21-й гвардейский миномётный полк реактивной артиллерии | -          |
| 01.07.1944 года                                                                 | 1-й Украинский фронт                                                            | 3-я гвардейская армия                                                           | -                                                                               | -                                                                               | 21-й гвардейский миномётный полк реактивной артиллерии | -          |
| 01.08.1944 года                                                                 | 1-й Украинский фронт                                                            | 3-я гвардейская армия                                                           | -                                                                               | -                                                                               | 21-й гвардейский миномётный полк реактивной артиллерии | -          |

## Награды и наименования
| Награда                | Дата       | За что получена                             |
| ---------------------- | ---------- | ------------------------------------------- |
| Гвардия                | 28.12.1941 | при формировании                            |
| Орден Красного Знамени | 25.03.1942 | За отличия в боях в ходе Любанской операции |